# 祇園まつかわ
祇園まつかわ（ぎおんまつかわ）は、有限会社松川調整所が運営し、丸洗い(ドライクリーニング)・洗い張り・シミ抜き・染め替え・仕立てなど着物のお手入れ全般を行う着物お手入れ専門店である。
きものお手入れ処　祇園まつかわとも言う。
2023年現在、全国で実店舗を４軒とオンラインショップ「お手入れ.com」を展開している。

## 沿革
- 2003年 京都市東山区に祇園まつかわ本店を出店。
- 2004年 オンラインショップ「お手入れ.com」も開設
- 2005年に京都市北区に祇園まつかわ北山店、2008年に長野県松本市に祇園まつかわ松本店、2017年に東京都台東区に祇園まつかわ東京店をそれぞれ出店。特に祇園の本店は場所柄もあり、芸妓・舞妓の利用客が多い。

## 特徴
- 店舗の運営形態は職人による対面接客方式である。
- 本店はガラス張りで和裁作業や仕上げ作業を外からも見ることができ観光客が人だかりになることもある。
- 各店舗においては、伝統工芸士、染色補正技能士(染色技能士)、和裁技能士、のうちいずれかが常駐し接客にあたる。
- かつては表に出ることのなかった職人自身による対面接客のメリットとして、着物の製作過程や修繕に用いられた技術に精通していることから、顧客に対して説得力を持った提案が可能であるとしている。
- 年1回ほど、希望者を対象に初歩的なシミ抜きや半衿付けの講座を開いており、伝統産業に携わるものとして技術の伝承と啓蒙に勤めている。
- 本店にある舞妓さんイメージの看板はちょっとした観光スポットになっている。